# Hibrística
La Hibrística era una fiesta solemne entre los griegos de la antigua Argos, con sacrificios y otras ceremonias, en la que cualquiera de los sexos aparecía vestido como el otro para honrar a Afrodita en calidad de dios, diosa o ambos. La Hibrística se celebraba en Argos, en la luna nueva del mes llamado por los argivos 'Hermeas', en la que las mujeres, vestidas como hombres, insultaban a sus maridos y los trataban con toda muestra de inferioridad, en memoria de la defensa de su país hecha por las mujeres argivas comandadas por Telesila, contra Cleómenes I y Demarato al frente del ejército espartano.
Plutarco observa que la palabra hybristica significa infamia, y añade que se adaptaba bien a la ocasión, ya que las mujeres se pavoneaban con capas, mientras que los hombres colgaban en enaguas.